# Cytochrom P450 1A2
Cytochrom P450 1A2 (CYP1A2) ist ein Hämprotein-Enzym aus der Cytochrom-P450-Gruppe. Das Protein verstoffwechselt Östrogene und verschiedene Xenobiotika, darunter Koffein, durch eine Oxidation bzw. Hydroxylierung. Beim Menschen wird das Cytochrom P450 1A2 durch das CYP1A2-Gen kodiert.
Die Genexpression des CYP1A2 wird durch verschiedene Nahrungsbestandteile induziert. Gemüse wie Kohl, Blumenkohl und Broccoli erhöhen den Cytochrom-P450-1A2-Spiegel. Niedrigere Level bei Menschen in Südostasien scheinen mit der Zubereitung dieser Gemüsesorten in Curry-Gerichten unter Verwendung von Kreuzkümmel und Kurkuma zusammenzuhängen; diese Gewürze hemmen das Enzym.
CYP1A2 ist für den Metabolismus von Estradiol (E2) und Estron (E1) von Bedeutung. Eine erhöhte CYP1A2-Aktivität kann ein Risikofaktor für Brustkrebs sein, allerdings nur in der Postmenopause, wie Studien zeigen.

## Funktion
Cytochrom P450 1A2 zählt zur Cytochrom-P450-Superfamilie von Enzymen. Alle diese Proteine sind Monooxygenasen, die viele Reaktionen in Verbindung mit der Metabolisierung von Drogen sowie der Synthese von Cholesterin und weiteren Steroiden und Lipiden katalysieren. Cytochrom P450 1A2 ist im Endoplasmatischen Reticulum lokalisiert. Die Expression wird durch einige Polycyclische aromatische Kohlenwasserstoffe (PAK) stimuliert, von denen sich einige im Tabakrauch finden. Das eigentliche, endogene Substrat des Enzyms ist unbekannt; es ist aber in der Lage, einige PAKs in carcinogene Stoffwechselintermediate umzuwandeln. Xenobiotische Substrate umfassen etwa Koffein, das Aflatoxin B1 und Paracetamol. Die Transkription des CYP1A2-Gens enthält vier Alu-Sequenzen, flankiert von direkten Wiederholungen in der nichtübersetzten 3'-Region.